# Antigua i Barbuda na Halowych Mistrzostwach Świata w Lekkoatletyce 2010
Reprezentacja Antigui i Barbudy na halowych mistrzostwach świata 2010 liczyła 1 zawodnika.

## Mężczyźni
- Bieg na 60 metrów

| Zawodnik      | Eliminacje | Eliminacje  | Półfinał | Półfinał   | Finał | Finał |
| Zawodnik      | Wynik      | Lokata      | Wynik    | Poz.       | Wynik | Poz.  |
| ------------- | ---------- | ----------- | -------- | ---------- | ----- | ----- |
| Daniel Bailey | 6,70       | 10. miejsce | 6,62     | 4. miejsce | 6,57  | 3.    |